# Oneux (Somme)
Oneux est une commune française située dans le département de la Somme, en région Hauts-de-France. La commune est intégrée au parc naturel régional Baie de Somme - Picardie maritime depuis 2024.

## Géographie

### Localisation
Oneux est un village picard du Ponthieu.
À vol d'oiseau, la localité est située à 8 km au nord d'Ailly-le-Haut-Clocher, 11 km au nord-ouest d'Abbeville et à 36 km au nord-ouest d'Amiens.
Le territoire de la commune est limitrophe de ceux de sept communes.
Les communes limitrophes sont Yvrench, Yvrencheux, Coulonvillers, Gapennes, Maison-Roland, Saint-Riquier et Bussus-lès-Yaucourt.

### Quartiers, hameaux, lieux-dits et écarts

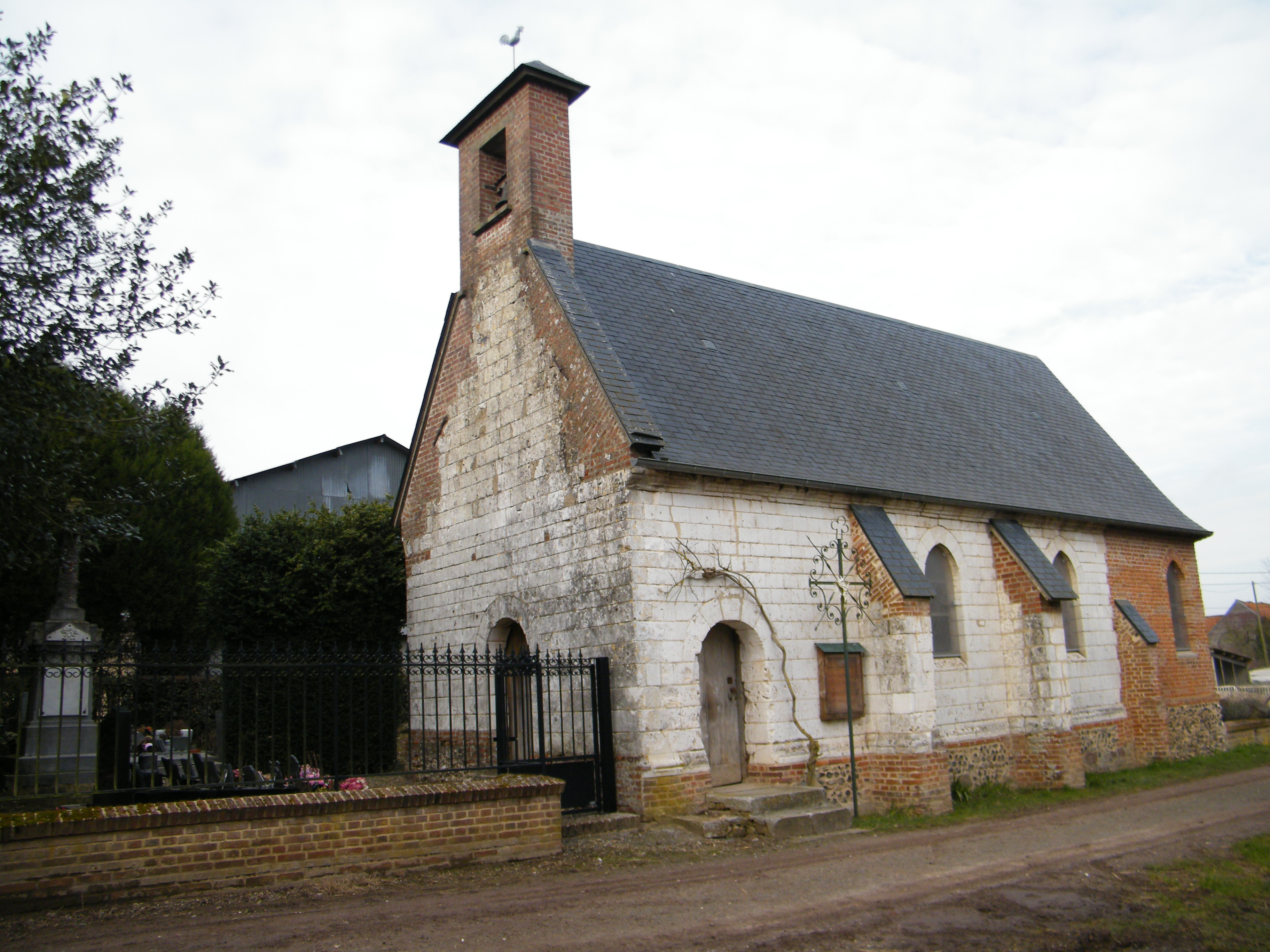
Chapelle Saint-Claude au Festel.

On distingue quatre parties, le centre (Oneux), Neuville et les hameaux du Festel et de Hanchy (Hanchy est partagé avec la commune voisine de Coulonvillers).

### Hydrographie
La commune est située dans le bassin Artois-Picardie. Elle n'est drainée par aucun cours d'eau.

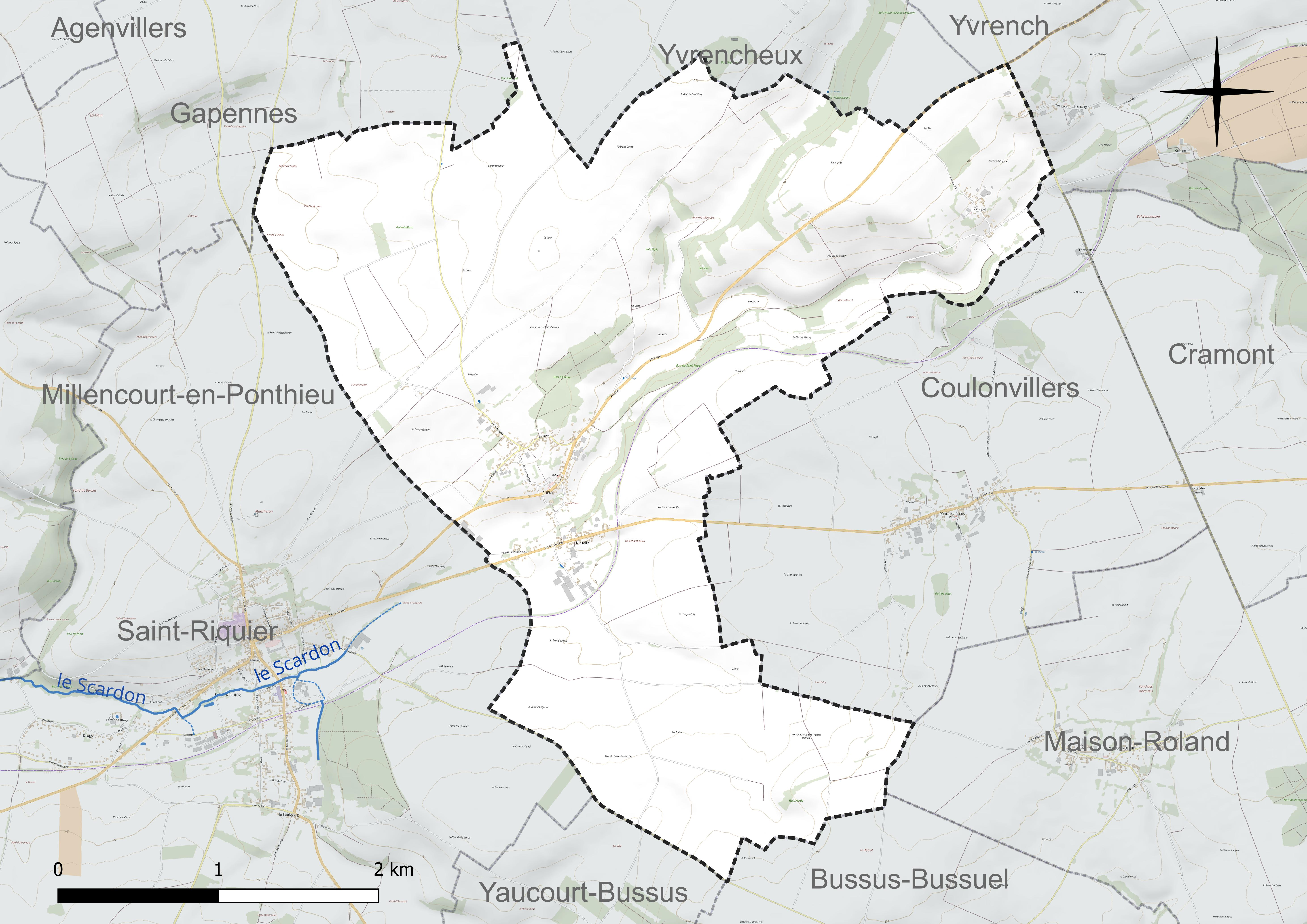
Réseau hydrographique d'Oneux.

### Climat
Pour des articles plus généraux, voir Climat des Hauts-de-France et Climat de la Somme.
En 2010, le climat de la commune est de type climat océanique altéré, selon une étude du CNRS s'appuyant sur une série de données couvrant la période 1971-2000. En 2020, Météo-France publie une typologie des climats de la France métropolitaine dans laquelle la commune est exposée à un climat océanique et est dans la région climatique Côtes de la Manche orientale, caractérisée par un faible ensoleillement (1 550 h/an) ; forte humidité de l'air (plus de 20 h/jour avec humidité relative > 80 % en hiver), vents forts fréquents.
Pour la période 1971-2000, la température annuelle moyenne est de 10,2 °C, avec une amplitude thermique annuelle de 13,3 °C. Le cumul annuel moyen de précipitations est de 823 mm, avec 13 jours de précipitations en janvier et 8,3 jours en juillet. Pour la période 1991-2020, la température moyenne annuelle observée sur la station météorologique la plus proche, située sur la commune d'Abbeville à 11 km à vol d'oiseau, est de 11,0 °C et le cumul annuel moyen de précipitations est de 806,2 mm,. Pour l'avenir, les paramètres climatiques de la commune estimés pour 2050 selon différents scénarios d'émission de gaz à effet de serre sont consultables sur un site dédié publié par Météo-France en novembre 2022.

## Urbanisme

### Typologie
Au 1er janvier 2024, Oneux est catégorisée commune rurale à habitat dispersé, selon la nouvelle grille communale de densité à sept niveaux définie par l'Insee en 2022.
Elle est située hors unité urbaine. Par ailleurs la commune fait partie de l'aire d'attraction d'Abbeville, dont elle est une commune de la couronne,. Cette aire, qui regroupe 73 communes, est catégorisée dans les aires de 50 000 à moins de 200 000 habitants,.

### Occupation des sols
Le village se trouve sur un plateau qui culmine à 53 m au-dessus du niveau de la mer.
L'occupation des sols de la commune, telle qu'elle ressort de la base de données européenne d'occupation biophysique des sols Corine Land Cover (CLC), est marquée par l'importance des territoires agricoles (94,3 % en 2018), une proportion sensiblement équivalente à celle de 1990 (94,4 %). La répartition détaillée en 2018 est la suivante : 
terres arables (79,9 %), prairies (10,5 %), zones agricoles hétérogènes (4 %), zones urbanisées (3,2 %), forêts (2,5 %). L'évolution de l'occupation des sols de la commune et de ses infrastructures peut être observée sur les différentes représentations cartographiques du territoire : la carte de Cassini (XVIIIe siècle), la carte d'état-major (1820-1866) et les cartes ou photos aériennes de l'IGN pour la période actuelle (1950 à aujourd'hui).

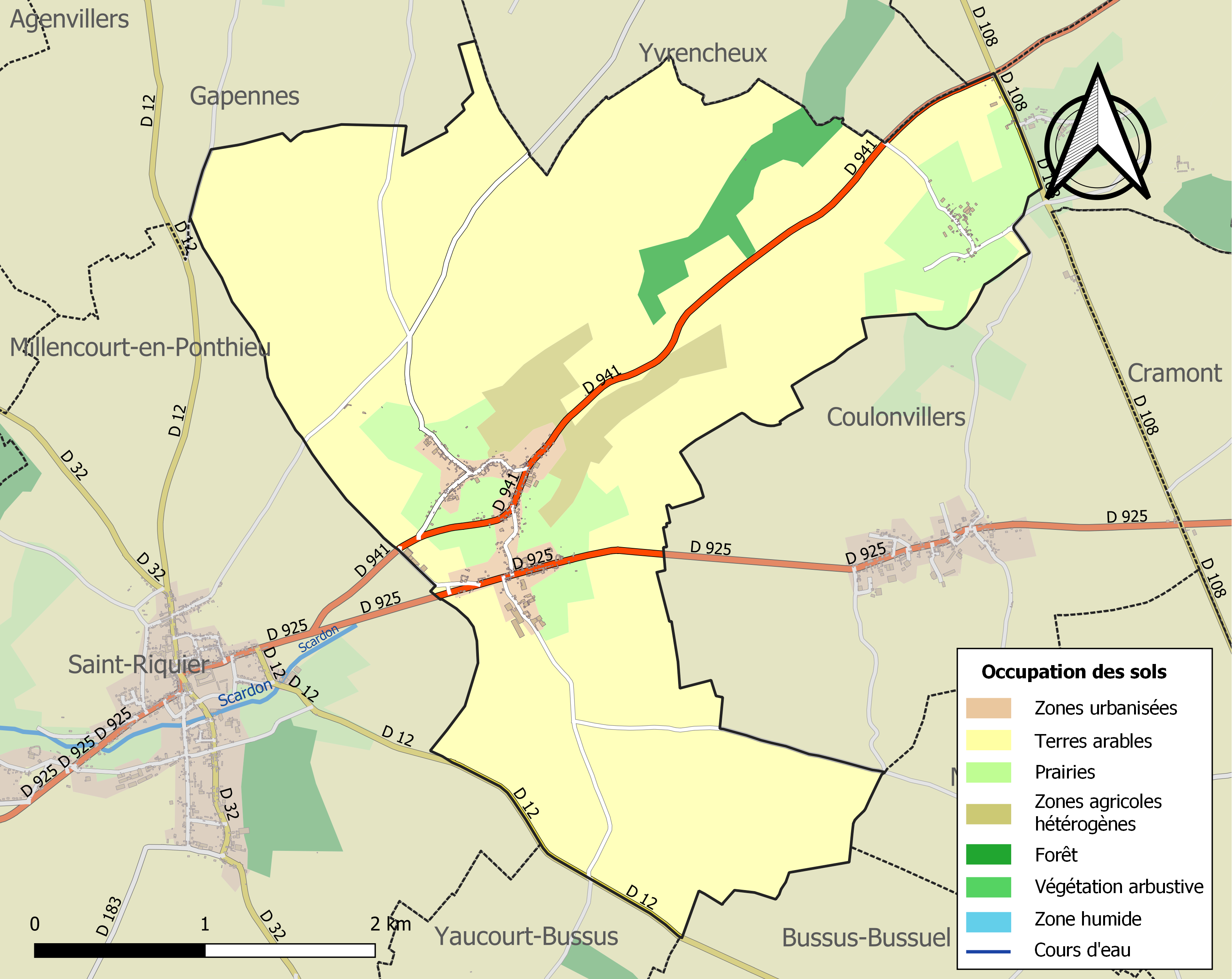
Carte des infrastructures et de l'occupation des sols de la commune en 2018 (CLC).

### Voies de communication et transports
La localité est desservie par les lignes de bus du réseau Trans'80, chaque jour de la semaine, sauf le dimanche.
La ligne d'autocars no 26 (Doullens - Bernaville - Abbeville) du réseau inter-urbain Trans'80 permet les déplacements vers Abbeville.

## Toponymie
Hariulf nous fournit Anisceias en 870 et Oldnodiolum en 1088. Onnodium est cité par Dom Cotron en 1184 et 1240. Dom Grenier nous fournit Ouneux en 1239. Nous trouvons Honneu (Olim.) en 1272. Onneux apparaît en 1646 dans Histoire ecclésiastique d'Abbeville.
Le nom est issu du vieux bas francique *alisa et latin alnus, wallon ôn (« aulne »), puis ôneu
(« aulnaie »).

## Histoire
Le lieu relevait autrefois du comté du Ponthieu, province de Picardie.
Le saint patron est saint Martin, nom de l'ancien village qui se trouvait jadis 2 km plus au nord et qui subit un incendie en 1692. C'est à la suite de cette destruction que les villageois vinrent s'installer dans l'actuel village.
Les abbés de Saint-Riquier construisirent à Oneux un château fort qui fut détruit pendant les guerres de Louis XV.

## Politique et administration
| Période                                  | Période                      | Identité       | Étiquette | Qualité |
| ---------------------------------------- | ---------------------------- | -------------- | --------- | --- |
| Les données manquantes sont à compléter. |                              |                |           | |
| 1945                                     | 1989                         | Joseph Levoir  | SE        | |
| 1989                                     | septembre 2004               | Daniel Dubois  | UDF       | Chef d'entreprise Sénateur de la Somme (2004 → 2020) Conseiller général d'Ailly-le-Haut-Clocher (1998 → 2015) Président du Conseil général de la Somme (2004 → 2008) Président de la CC du Haut Clocher (1995 → 2016) Vice-président de la CC du Ponthieu Marquenterre (2017 → 2017) Démissionnaire pour respecter la législation limitant le cumul des mandats en France |
| septembre 2004                           | 2008                         | Monique Hallot | SE        | Retraitée, ancienne agricultrice |
| mars 2008                                | En cours (au 8 octobre 2020) | Bernard Buteux | SE        | agriculteur retraité Réélu pour le mandat 2020-2026, |

## Population et société

### Démographie
L'évolution du nombre d'habitants est connue à travers les recensements de la population effectués dans la commune depuis 1793. Pour les communes de moins de 10 000 habitants, une enquête de recensement portant sur toute la population est réalisée tous les cinq ans, les populations de référence des années intermédiaires étant quant à elles estimées par interpolation ou extrapolation. Pour la commune, le premier recensement exhaustif entrant dans le cadre du nouveau dispositif a été réalisé en 2004.

En 2022, la commune comptait 445 habitants, en évolution de +17,41 % par rapport à 2016 (Somme : −1,26 %, France hors Mayotte : +2,11 %).
| 1793 | 1800 | 1806 | 1821 | 1831 | 1836 | 1841 | 1846 | 1851 |
| ---- | ---- | ---- | ---- | ---- | ---- | ---- | ---- | ---- |
| 627  | 623  | 634  | 671  | 644  | 619  | 640  | 652  | 641  |

| 1856 | 1861 | 1866 | 1872 | 1876 | 1881 | 1886 | 1891 | 1896 |
| ---- | ---- | ---- | ---- | ---- | ---- | ---- | ---- | ---- |
| 614  | 610  | 623  | 594  | 620  | 570  | 535  | 488  | 503  |

| 1901 | 1906 | 1911 | 1921 | 1926 | 1931 | 1936 | 1946 | 1954 |
| ---- | ---- | ---- | ---- | ---- | ---- | ---- | ---- | ---- |
| 486  | 471  | 450  | 405  | 382  | 369  | 383  | 388  | 376  |

| 1962 | 1968 | 1975 | 1982 | 1990 | 1999 | 2004 | 2006 | 2009 |
| ---- | ---- | ---- | ---- | ---- | ---- | ---- | ---- | ---- |
| 332  | 329  | 332  | 347  | 351  | 310  | 346  | 350  | 367  |

| 2014 | 2019 | 2022 | - | - | - | - | - | - |
| ---- | ---- | ---- | - | - | - | - | - | - |
| 376  | 408  | 445  | - | - | - | - | - | - |

### Enseignement
En 2010, l'école ferme. Les élèves du village se rendent à l'école intercommunale Becquestoile de Saint-Riquier où un regroupement pédagogique concentré a été construit.

## Culture locale et patrimoine

### Lieux et monuments
- Église Saint-Martin, datant du XVIIe siècle et conçue comme une église à campenard. Un clocher fut construit au XIXe siècle.
- Église Saint-Claude, au hameau du Festel[28],[29]. Construite au XVe siècle, sur l'emplacement du four banal, elle sert de sépulture aux anciens seigneurs du hameau[30].
- Chapelle funéraire Farcy de 1866, une des plus grandes du département[30].
- La Traverse du Ponthieu, randonnée de 18 km, à pied, à cheval ou à vélo, d'Abbeville à Auxi-le-Château, passe dans la commune.

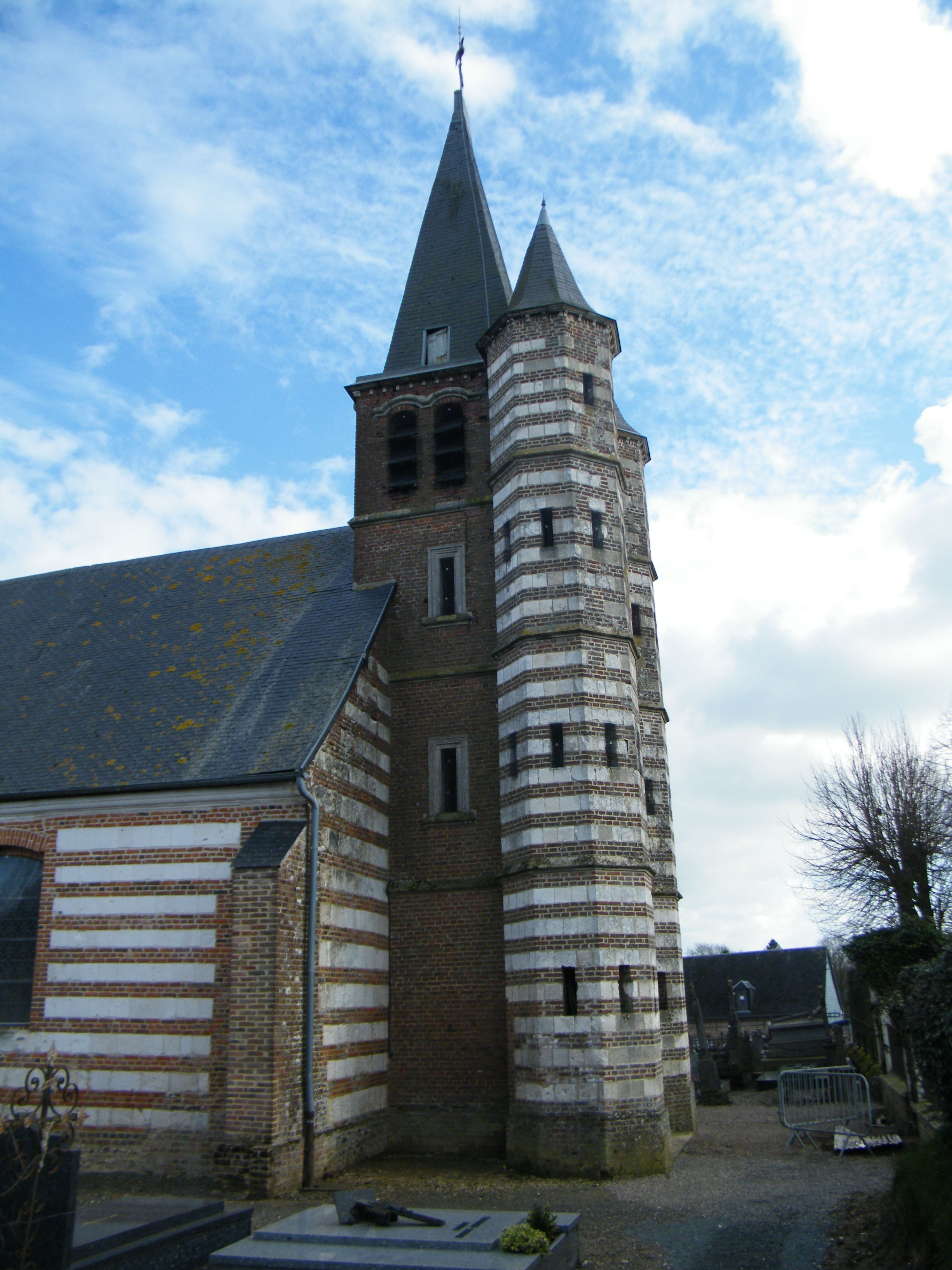
Le clocher de l'église.
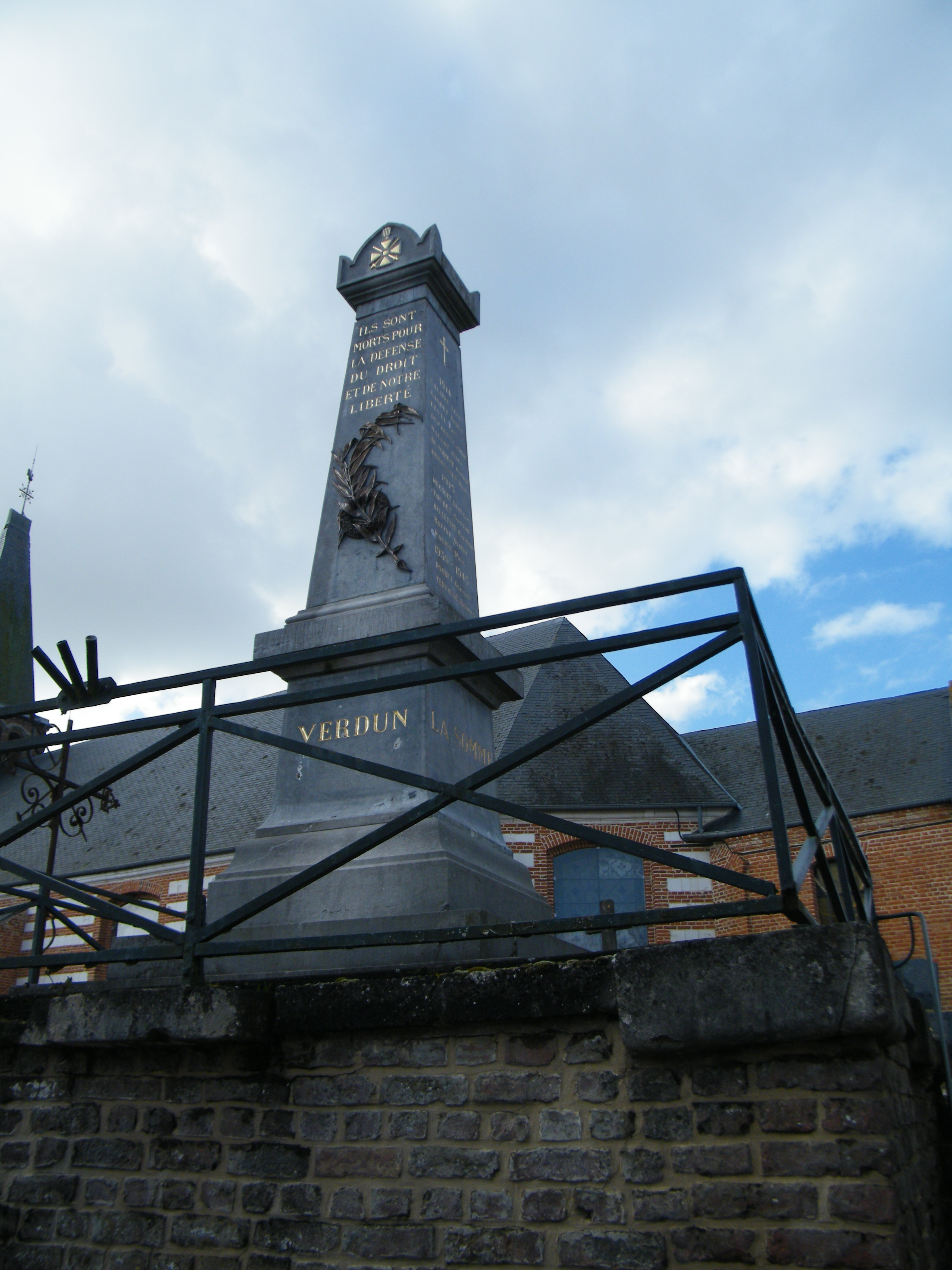
Le monument aux morts pour la patrie.
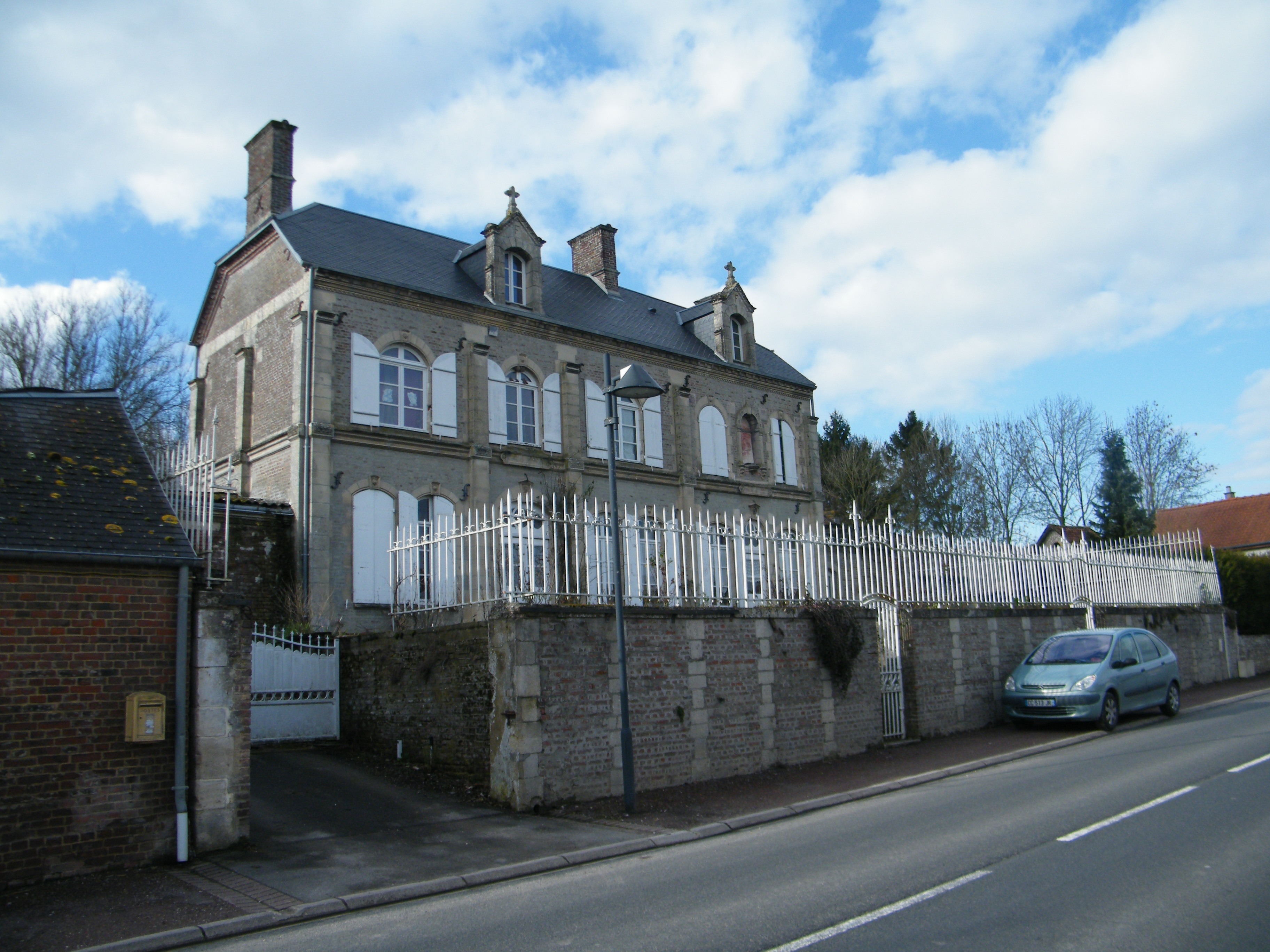
Le presbytère.
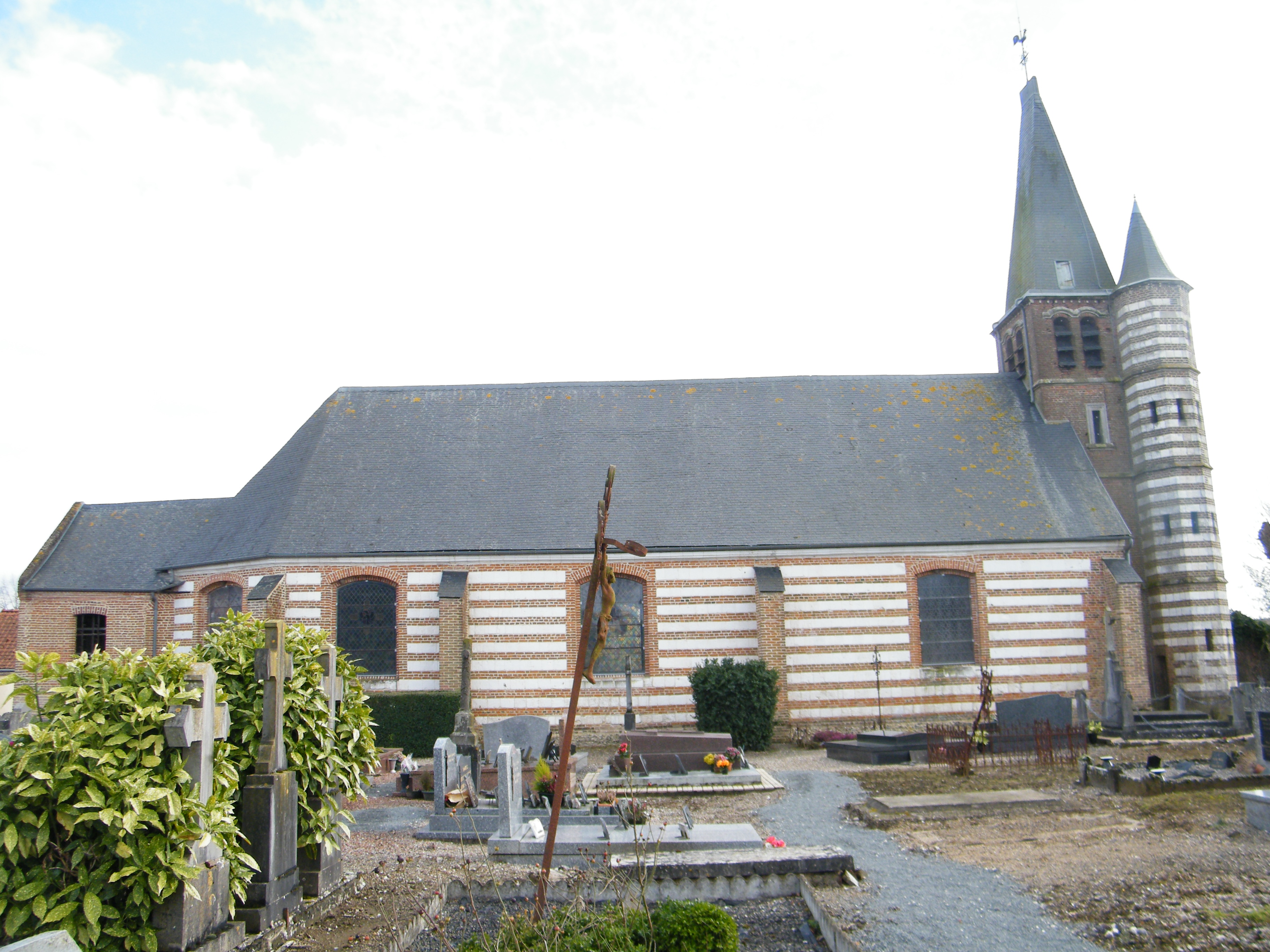
L'église.
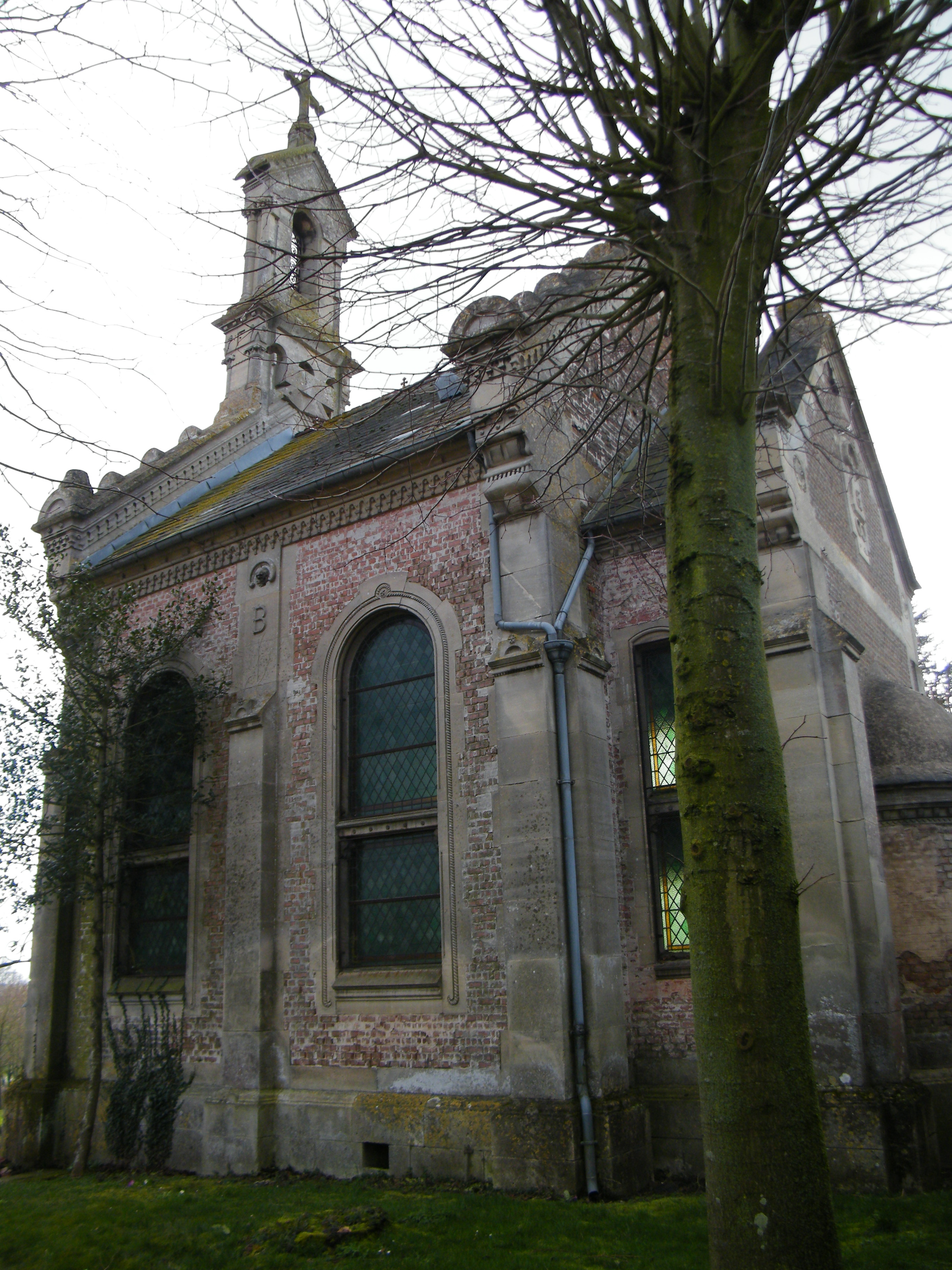
Chapelle monumen- tale jouxtant le cimetière.
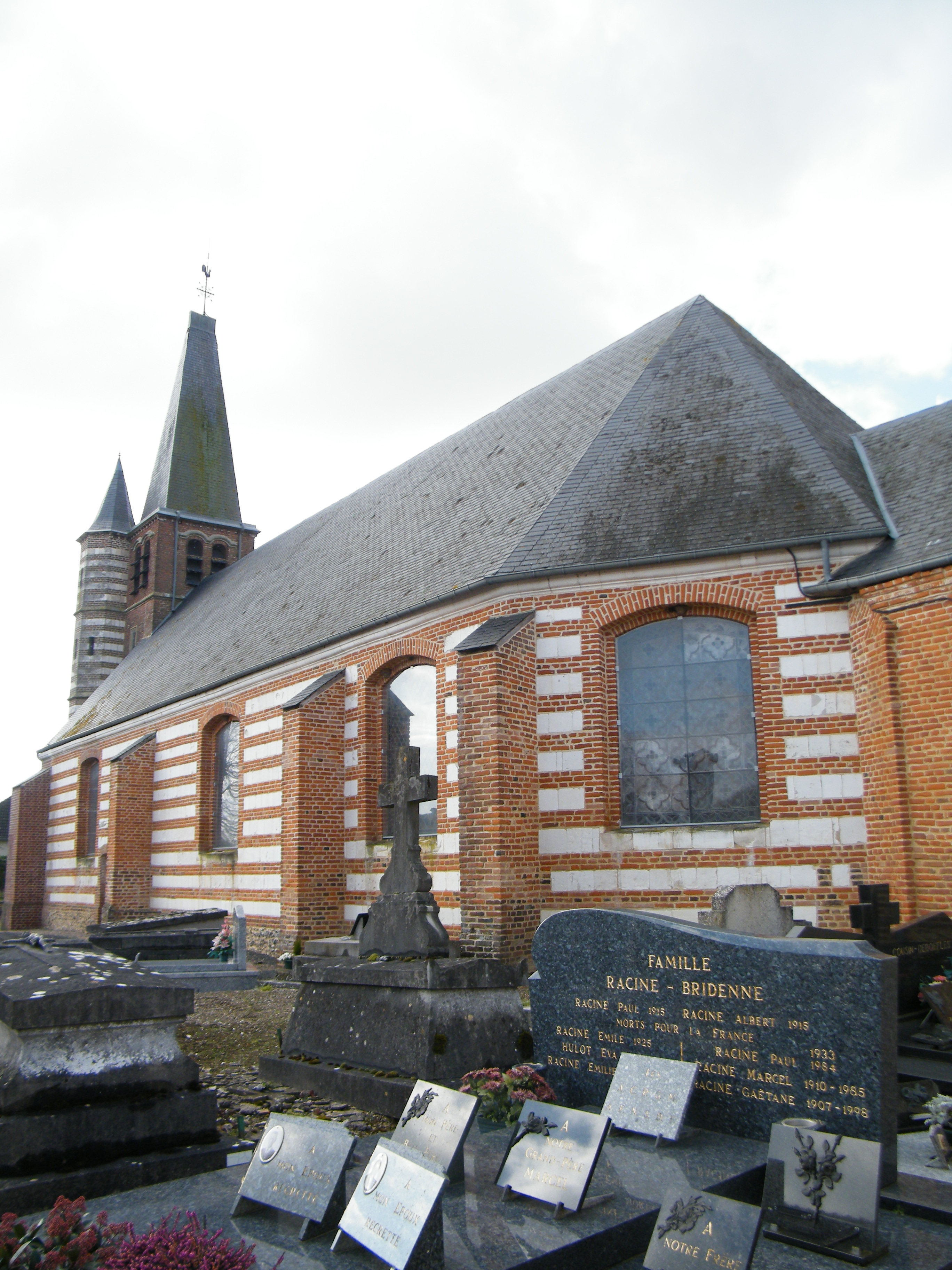
Le chevet de l'église.
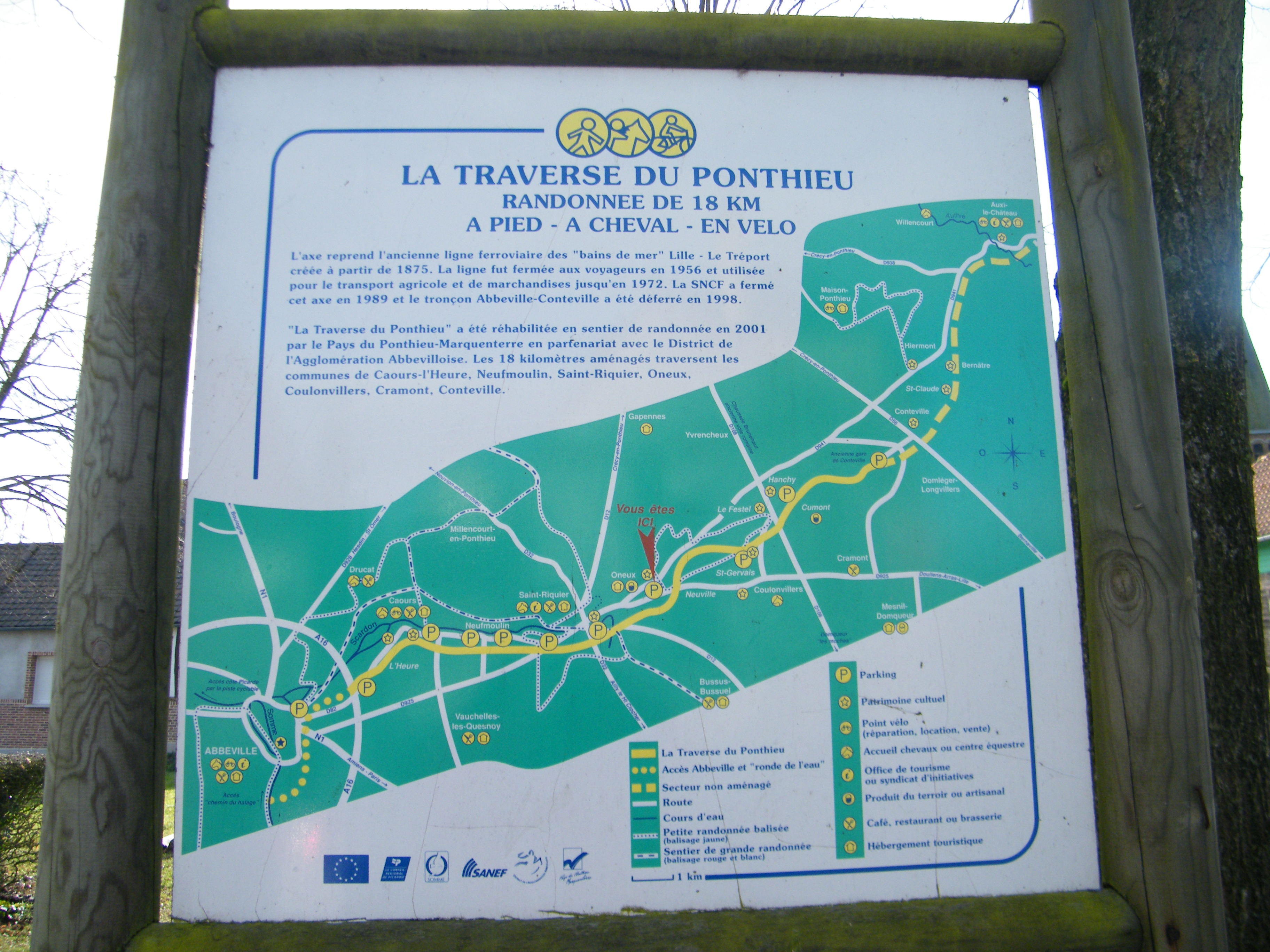
La Traverse du Ponthieu.

### Héraldique
| Blason de Oneux | Blason  | Taillé d'azur et d'argent ; à la crosse d'or, mouvant de la pointe, brochant sur le tout, adextrée d'une étoile à six rais d'argent et senestrée d'une fleur de lis au pied nourri de gueules. |
| Blason de Oneux | Détails | Adopté le 1er juillet 2013 par le conseil municipal. Le statut officiel du blason reste à déterminer.                                                                                          |

### Personnalités liées à la commune
- Jean de la Chapelle (milieu du XVe siècle), natif d'Oneux dont il fut le curé, fut notaire apostolique et écrivit une chronique abrégée de l'abbaye de Saint-Riquier[32].
- Daniel Dubois, sénateur (Union centriste), ancien  président du conseil départemental de la Somme.
- Joseph Levoir, maire de 1945 à 1989, durant 44 ans, médaille de Dunkerque, médaille de la Résistance (réseau Libé-Nord), officier du Mérite agricole.